# Brain (singel zespołu Rita Pax)
Brain – drugi singel promujący debiutancki album Rita Pax, który ukazał się 15 lipca 2013. Piosenka jest pierwsza na płycie. To utwór w stylistyce współczesnego R&B, zbudowany w oparciu o instrumenty perkusyjne nadające latynoski rytm, a w drugiej jego części za pomocą linii basu i riffu wiolonczeli rozwija się energia piosenki. Tekst zwraca uwagę na zagrażające we współczesności "rozleniwienie mózgu" - karmienie się codzienną tanią sensacją, szybkim i niezdrowym stylem życia, ignorancją i zanikiem uczuć itp. To doprowadza do wypaczenia świadomości dzisiejszego człowieka. Przydałby się na to wszystko przysłowiowy kubeł wody.

## Notowania
| Lista                      | Pozycja       |
| -------------------------- | ------------- |
| Lista Przebojów Programu 3 | Szczęśliwa 13 |
| UWUEMKA                    | 32            |